# Xanthobasis
Xanthobasis är ett släkte av tvåvingar. Xanthobasis ingår i familjen parasitflugor.
Kladogram enligt Catalogue of Life:
| Xanthobasis | \| \| Xanthobasis angustifrons \| \| \| \| \| \| Xanthobasis neopollinosa \| \| \| \| \| \| Xanthobasis pollinosa \| \| \| \| |
|             | \| \| Xanthobasis angustifrons \| \| \| \| \| \| Xanthobasis neopollinosa \| \| \| \| \| \| Xanthobasis pollinosa \| \| \| \| |
|             | Xanthobasis angustifrons |
|             | |
|             | Xanthobasis neopollinosa |
|             | |
|             | Xanthobasis pollinosa |
|             | |